# Pusztai macska

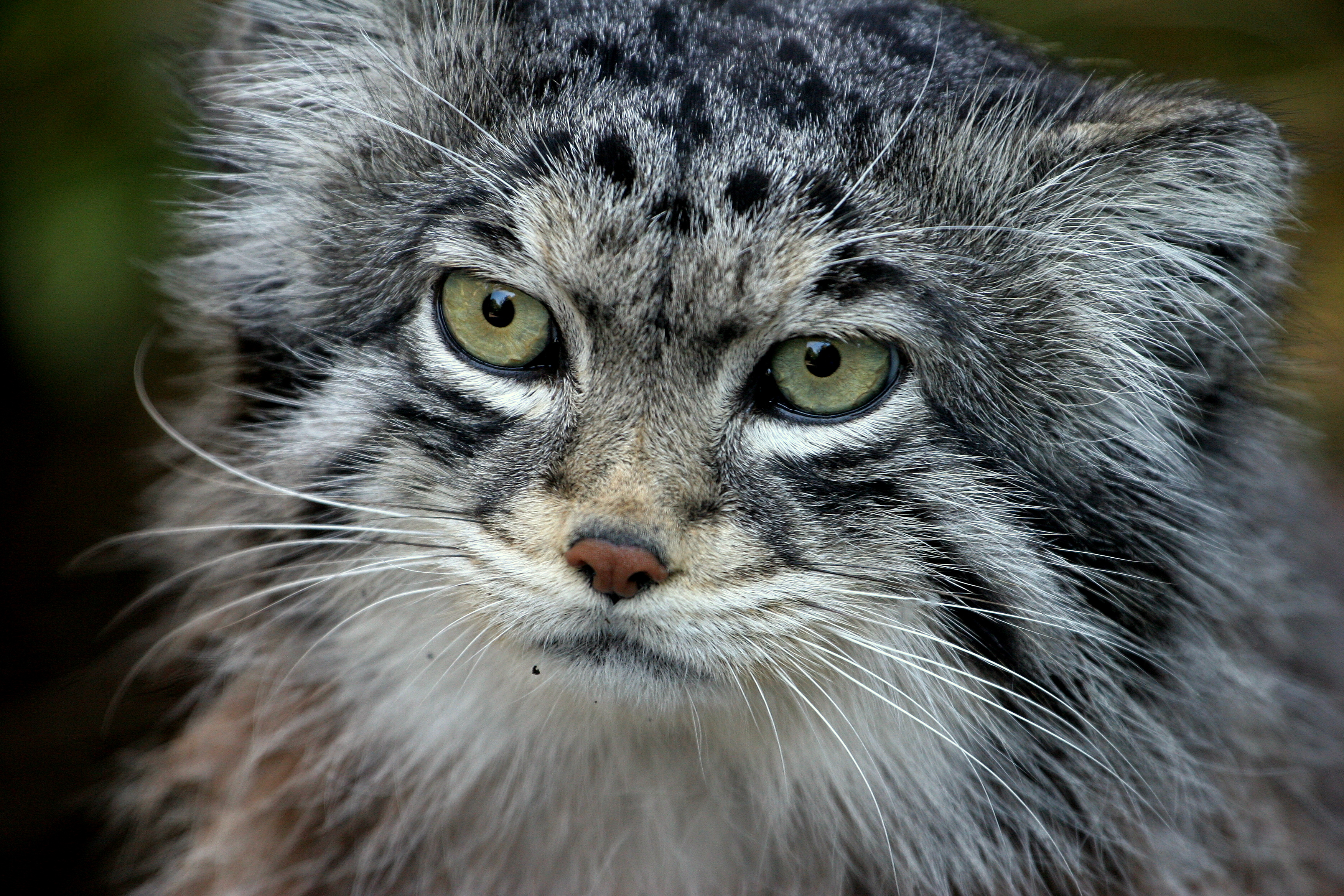

A pusztai macska (Otocolobus manul) vagy manul, a ragadozók rendjébe, azon belül a macskafélék családjába tartozó faj. A manul mongol eredetű szó.
A pusztai macskát annak felfedezője, Peter Simon Pallas után Pallas-macskának is nevezik. Pallas, Linné rendszertanát követve, a Felis nembe sorolta, és a Felis manul nevet adta a fajnak. Később anatómiai vizsgálatok alapján új nembe, az Otocolobus-ba sorolták. Az 1990-es években újra a régi besorolást tartották helyesnek, ez a rendszerezés azonban mára DNS-vizsgálatok alapján megdőlt, és visszahelyezték az Otocolobus nembe, jelenleg annak egyetlen képviselője.

## Elterjedés, élőhely
A pusztai macska főleg Közép-Ázsia pusztáin él (Mongólia, Kína, Afganisztán, Tibeti-fennsík), de jelentették már 5000 méteres magasságból, hegyi füves legelőkről is. Szórványosan előfordul a Kaukázustól és a Bajkál-tótól délre (jelenléte bizonytalan Nepálban és Bhutánban).
Élőhelye az extrém száraz kontinentális puszta, ahol kevés a csapadék, száraz a levegő és néha szélsőséges a hőmérséklet. A 15-20 centiméteres állandó hóval fedett területek azok, melyek elterjedésének határt szabnak, Pallas megfigyelése idején még sziklás területeken is előfordult. Viszont nem fordul elő homokos, sivatagos és alföldi területeken.

## Alfajok
A manulnak három alfaja van Ázsia középső területein. A legelterjedtebb közöttük az Otocolobus manul manul (a pusztai macska „típusalfaja”), Kína nyugati része, Mongólia és Oroszország szinte teljes területén fellelhető. A másik két alfaj nem annyira elterjedt. Habár nagy területen előfordul, összegyedszámban ritkának minősül.
- Otocolobus manul manul – Mongólia, Oroszország, Nyugat-Kína
- Otocolobus manul ferruginea – Irán, Örményország, Kazahsztán, Kirgizisztán, Türkmenisztán, Üzbegisztán, Tádzsikisztán, Afganisztán, Pakisztán
- Otocolobus manul nigripecta – Kasmír, Nepál, Tibet[1]

Az Otocolobus manul nigripecta helyzete még nem tisztázódott, elképzelhető, hogy nem külön alfaj, hanem az Otocolobus manul manul egy fekete lábú változata.

## Megjelenés
Hozzávetőleg akkora, mint egy házi macska, bár hosszú bundája miatt nagyobbnak néz ki. 50 centiméter hosszú, a farka 20 cm körüli, átlagos súlya 3-3,5 kilogramm.
A pusztai macskának több olyan jellegzetessége is van, ami megkülönbözteti más macskafélétől. Legfeltűnőbb az, hogy a pupillája kör alakú. Az alacsonyan álló fülek miatt kinézete némileg bagolyéhoz hasonló.

### Testfelépítés
A pusztai macska alakja kerekded, gömbölyű dús szőre miatt, ám valójában karcsú és izmos állat. Annyira erős, hogy képes akár 5 méteres szurdokokon átugrani (ez egy embernek olyan lenne, mintha egy ugrással húsz métert repülne). Lábai rövidek, a hátsója meglehetősen terjedelmes, szőrzete dús és vastag. Zömök alkata és vastag bundája miatt különösen erőteljesnek és bársonyosnak tűnik. Talpán érzékeny párnák vannak, így a legapróbb hangkibocsátást is képes elkerülni prédája becserkészésekor.

### Bunda és mintázat
Hosszú sűrű bundája tökéletesen szigetel a Himalája magas hegycsúcsain és fennsíkjain. Ez a szőrme olyan vastag, hogy közvetlenül a bőrfelületnél mindig átlagos 20-30 C° érzékelhető. Sajnos ez a bunda okozta az állat vesztét is: az orvvadászok és prémkereskedők kegyetlenül vadászták az állatot évtizedeken keresztül. A legsűrűbb bundával rendelkező állat a tengeri vidra után. Szőrének hossza elérheti a 10 centimétert is, ami a méretéhez viszonyítva nagyon hosszú.
Színezete alfajonként változó. Ha a típusalfajból indulunk ki, akkor a sárgásbarna alapszín a gyakori, mely elrejti a hegyvidéki bambusz- és örökzölderdőkben. Hátán függőleges, halvány csíkok jelennek meg, melyek egészen a hasig leérnek. Ezek a csíkok a lábán vízszintesek és valamivel erőteljesebb kontrasztot alkotnak. A farkán hasonló csíkok vannak, mint a vadmacskán: erőteljes fekete vonalak. A pusztai macska farkának vége mindig fekete foltban végződik. Hasa világosbarna, olykor fehér, mint pofájának alsó része is néhány vízszintes csík kíséretében. A sziklaszirteken élő manulok általában szürke színűek, hogy el tudjanak rejtőzni a madarak és kisemlősök elől a hasadékokban és szirteken is. A leírtakon kívül előfordulnak egyéb színváltozatok is, élőhelytől, alfajtól függően. Télen szürkébb és kevésbé mintás a színezete, mint nyáron.

## Életmód

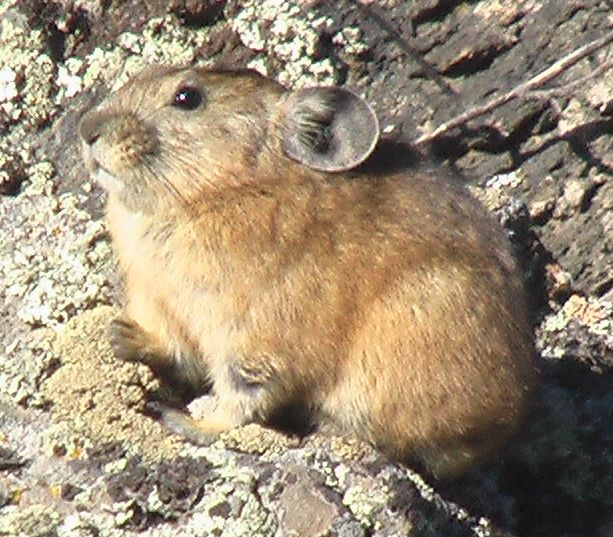
Egy közép-ázsiai pocoknyúlfaj (Ochotona alpina), a manul gyakori zsákmánya

A manul általában a párzási időszakot kivéve egész évben magányosan él (nem számítva a kölykeiket nevelő nőstényeket). Kemény tél esetén azonban kisebb csoportokban vándorolnak melegebb területre. A fiatal hímek esetenként 5-6 egyedből álló csapatokba verődve vadásznak, az idősebb, érettebb, saját territóriumot fenntartani képes hímek később kiválnak a csoportból.
Alkonyatkor vagy kora reggel figyelhető meg, nappal kevésbé aktív.
Fogságban akár 11 évig is elélhet, a vadonban csak 7 évig.

### Táplálkozás
Leggyakoribb zsákmánya a pocoknyúl, amely egy a Közép-Ázsia fennsíkjain és hegyvidékein nagy egyedszámban fellelhető kisemlős (testhossza körülbelül 15 centiméter). Ezen kívül a vándorpatkányt is elfogyasztja, ami ugyan kiadós, de nehéz hozzáférni, mert keményen védekezik és sérüléseket is okozhat a macskának. Megeszi még a kisebb termetű hüllőket is, például gyíkot vagy ritka esetben mérgeskígyókat is, melyek marásától a sűrű bunda védi meg. Szintén fontos kiegészítői étrendjének a különböző kisebb madarak. A fákon szívesen vadászik énekesmadarakra és harkályokra, a földön a védtelen foglyokat cserkészi be legszívesebben, és ha alkalma adódik, kirabolja fészkeiket és megeszi a tojásokat vagy fiókákat is.
Az állat télen is aktív, nagy hidegben is vadászik. Ilyenkor a föld alatt téli álmukat alvó rágcsálókat fogyasztja, melyeket érzékeny hallása segítségével talál meg.

## Szaporodás
A hímek alig találkoznak egymással, nem verekszenek meg párjukért, inkább mindenki a saját territóriumán belül keresi partnerét. A párzást rövid, mély, doromboló hangok kísérik, majd a hím magára hagyja párját, hogy újabb nőstényeket termékenyítsen meg. A hím őrjáratai a tél végéig tartanak.
A nőstény késő tavasszal elvonul egy sziklahasadásba vagy odúba, melyet előzőleg kibélelt száraz fűvel, és 74-75 napos vemhesség után 3-6 kölyköt ellik, de megfigyeltek már 8 kölyköt is egy alomban. A kölykök vakok, de már szőrrel fedettek, két hét után viszont a szemük is kinyílik. Egyhónapos korukig anyjuk tejével táplálkoznak. Kéthónaposan a kölykök levetik bundájukat, három-hathónapos korukban önállóan vadásznak. Késő őszre érik el egy kisméretű felnőtt egyed nagyságát, és nem sokkal ezután már szaporodásra is képesek. A nőstények évente egyszer képesek a párzásra.

## Természetvédelmi helyzet

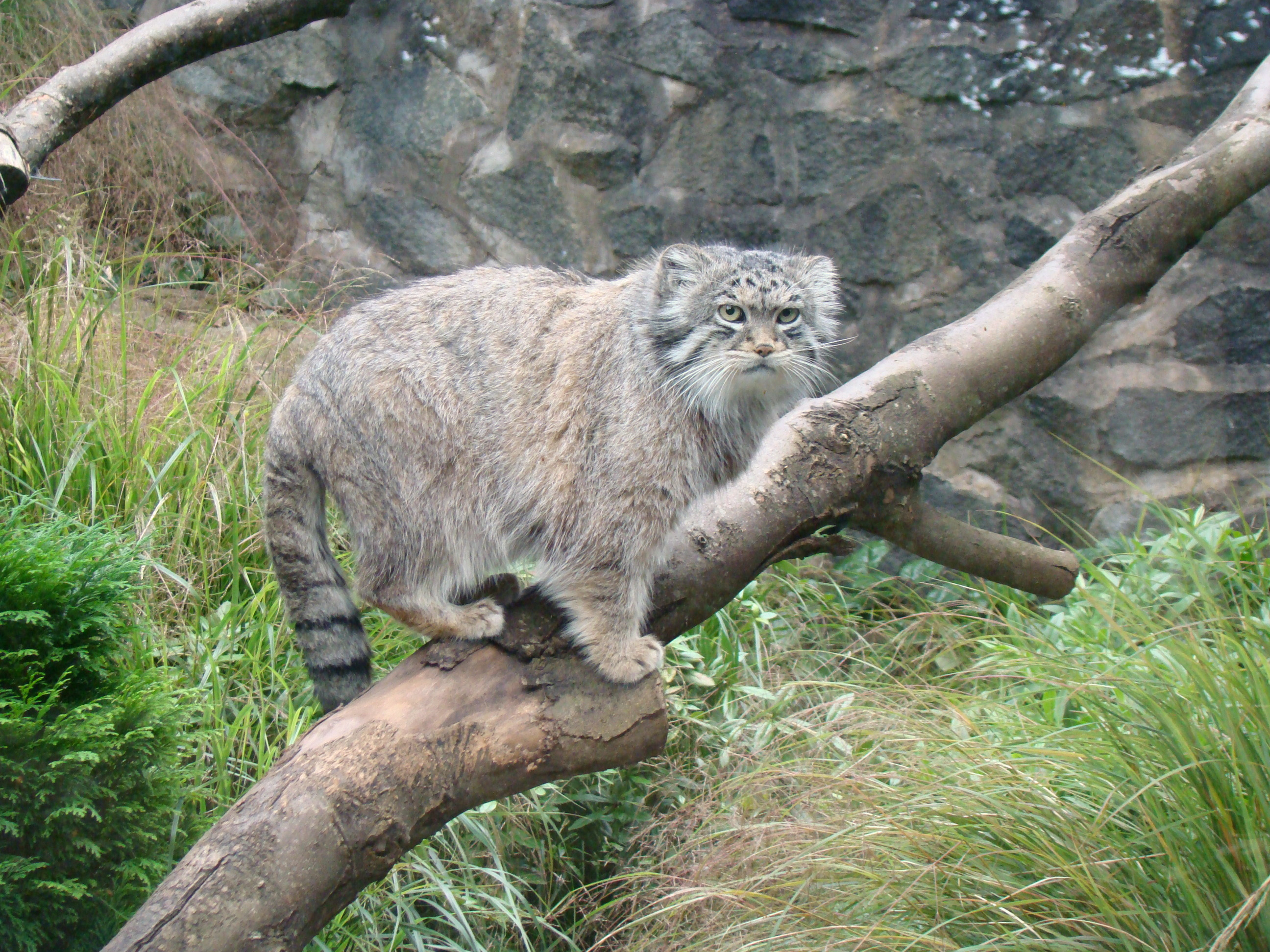
Manul az edinburghi állatkerben

Elterjedésük ugyan széles, de csak foltokban fordul elő Közép-Ázsia füves és hegyi pusztáin. Területeiket az élőhelyek pusztulása, a zsákmányállatok fogyása és a vadászat jelentősen csökkenti. Mindezek alapján a fajt a jövőben veszélyeztetetté fogják nyilvánítani.
Ámbár mára már nincs nemzetközi kereskedelme, régebben a pusztai macskákat a bundájuk miatt nagy számban vadászták. Nyugat-Kínában évente (Belső-Mongóliát és Mandzsúriát kivéve) 10 000 szőrmét értékesítettek az ötvenes években. Mongólia területén ez a szám elérte az 50 000-es értéket is (1900-as évek). 1958 és 68 között Afganisztánban a leadott prémek száma 6500 volt, a 70-es évek közepén ez a szám 7000 körül alakult. A volt Szovjetunió területén a 70-es években alábbhagyott a vadászatuk a csökkenő számuk miatt. Hasonló folyamat zajlott le Kínában is a 70-80-as években, még azelőtt, hogy bevezették volna a faj hivatalos védelmét. Mongólia lett a legfőbb exportőr a 80-as évektől kezdve, egészen 1988-ig (9185 szőrme/év), amikor vadászatát betiltották. A pusztai macska eltűnőfélben van a Kaszpi-tenger környékén és Kína legkeletibb felén az ottani túlvadászat miatt.
Az állományt nagyban veszélyezteti a mérgezés az Oroszország (délnyugat Transz-Bajkál, Tuva, Altaj) területén, ahol járvány megelőzése érdekében méreggel irtják zsákmányállataikat. Kína egyes részein is csökken élőhelyük (Qinghai, Gansu és Belső-Mongólia Autonóm Terület), mivel egyre több területet vonnak be a legeltetésbe. Mindezek eredményeképpen a pusztai macska a zsákmányállatok számának csökkenésével és területének elvesztésével néz szembe.
A pusztai macska állatkertekben sem számít gyakori fajnak, az állatkertek nemzetközi nyilvántartási adatbázisa (ISIS) szerint mindössze 142 egyedét tartják a világ 51 állatkertjében.
Magyarországon két állatkertben is tartják, a Szegedi Vadasparkban illetve a Fővárosi Állat- és Növénykertben. A Szegedi Vadasparkba 2013 júniusában érkezett egy hím egyed a párizsi állatkertből.
Mivel a nemzetközi fajmegmentési program (EEP) keretében szaporítani kívánja a vadaspark a fajt, bíznak benne, hogy mielőbb nőstény is érkezik a hím mellé.

## Képek

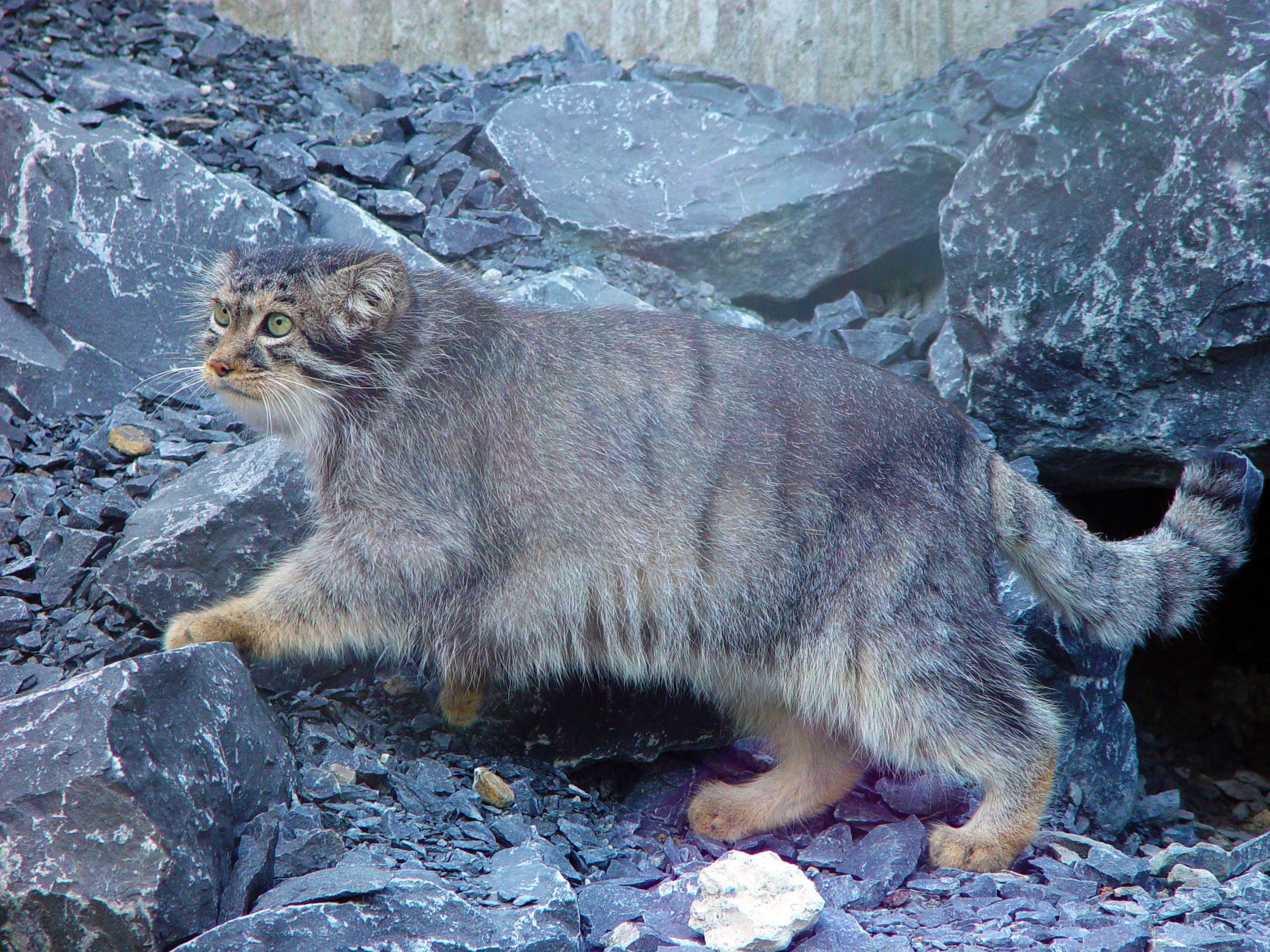
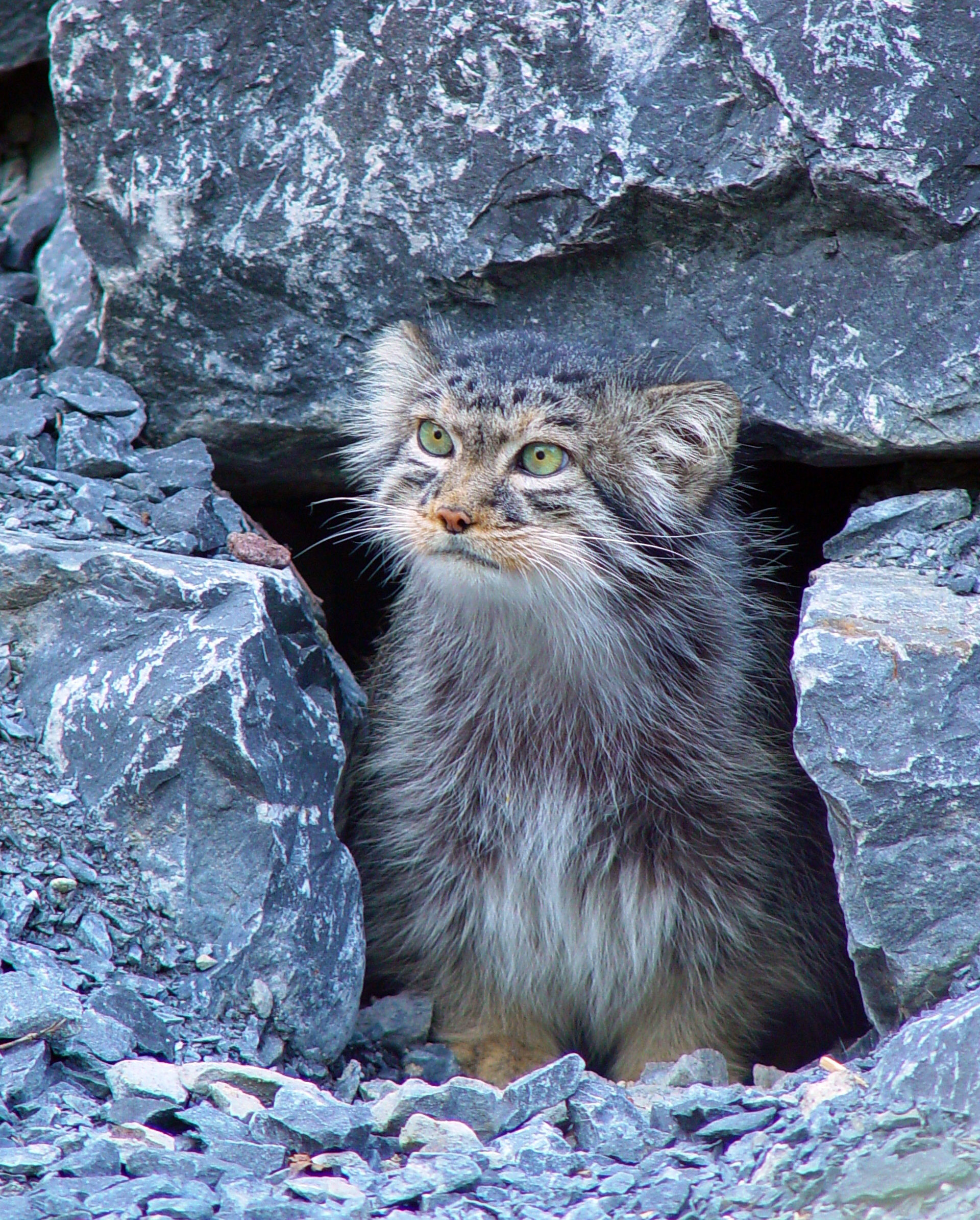
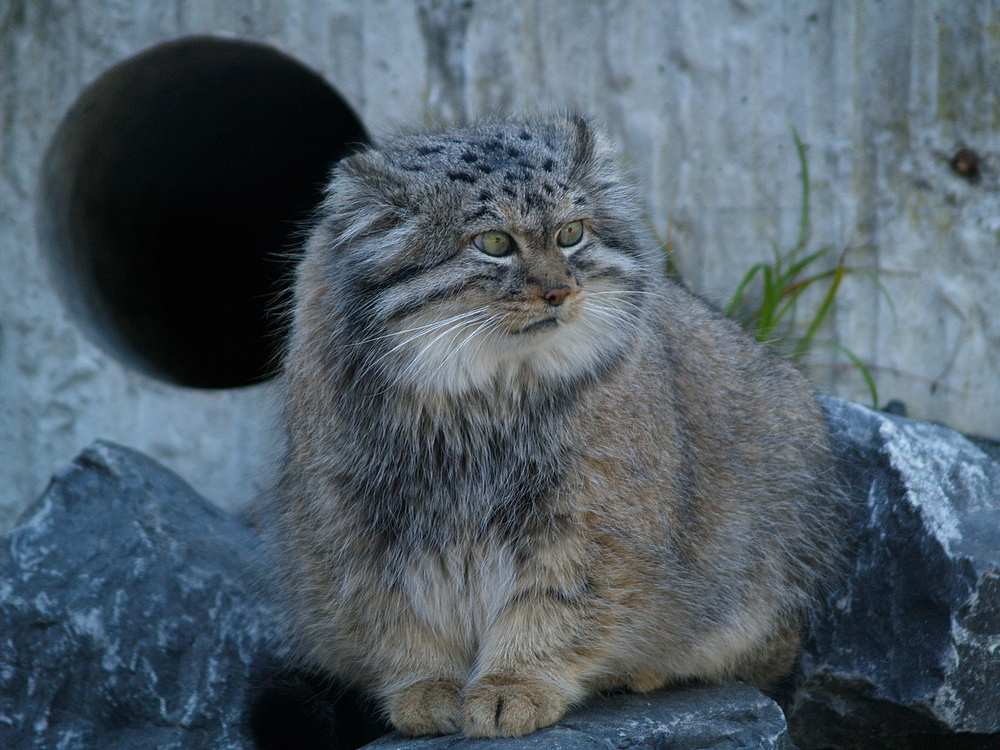
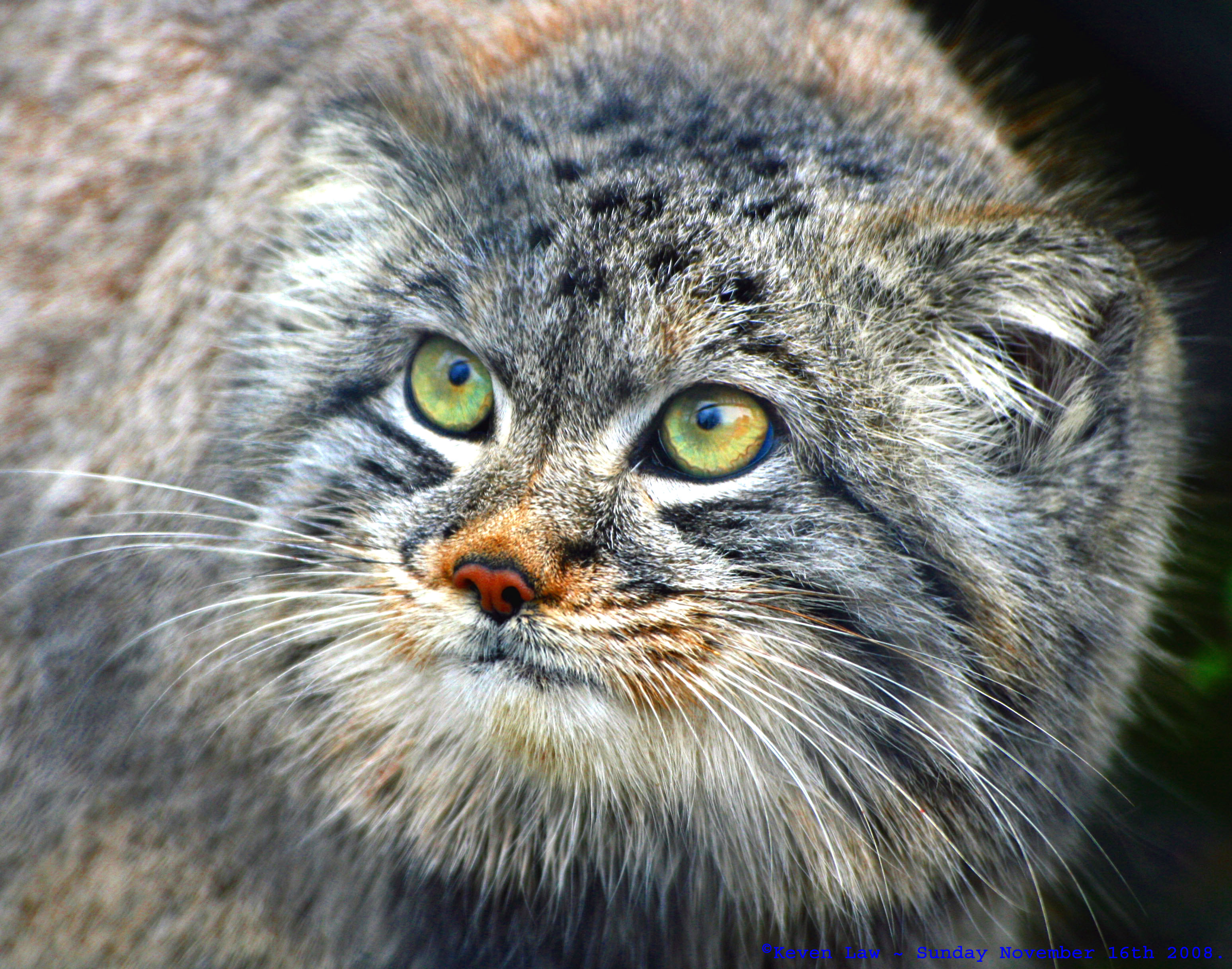
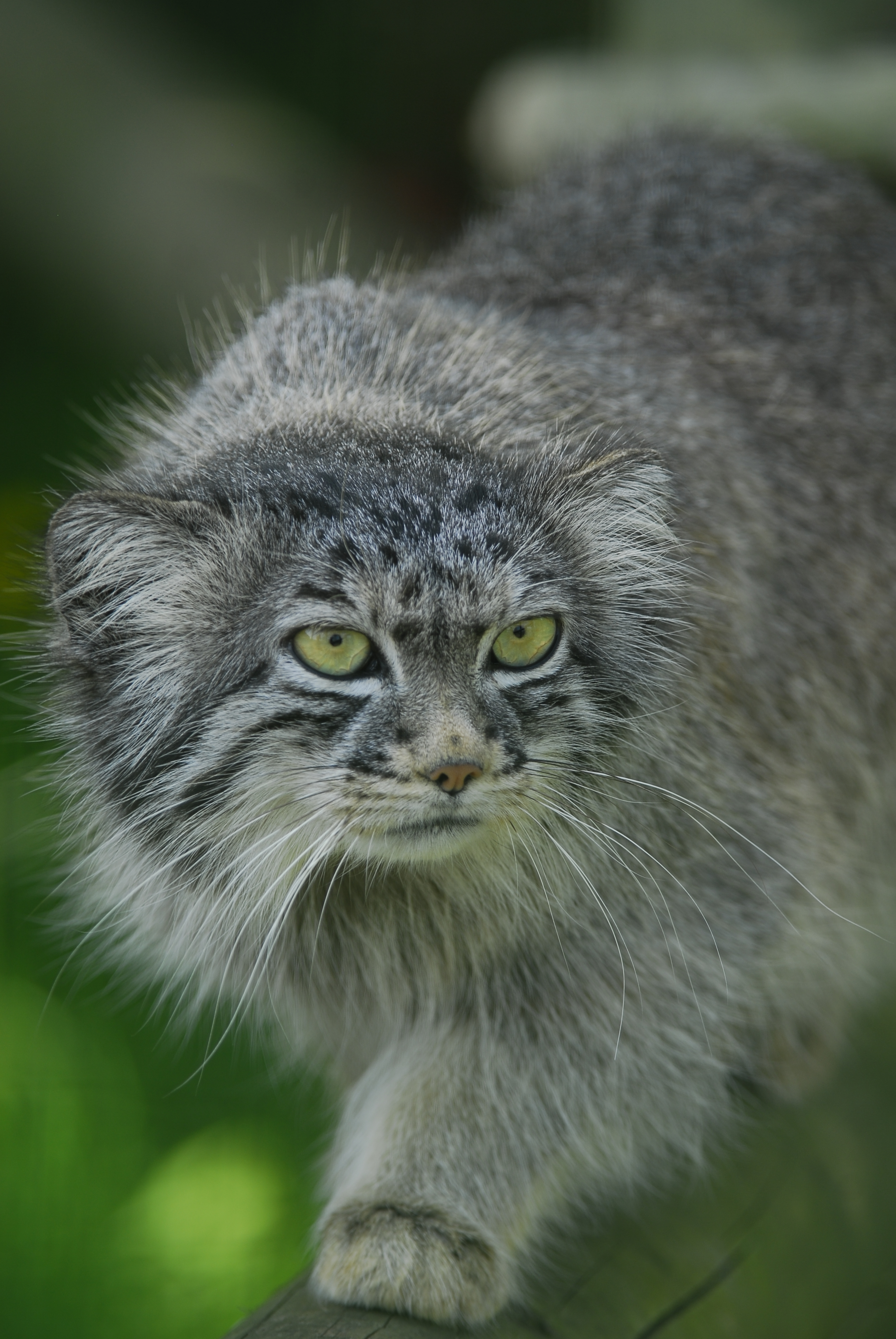
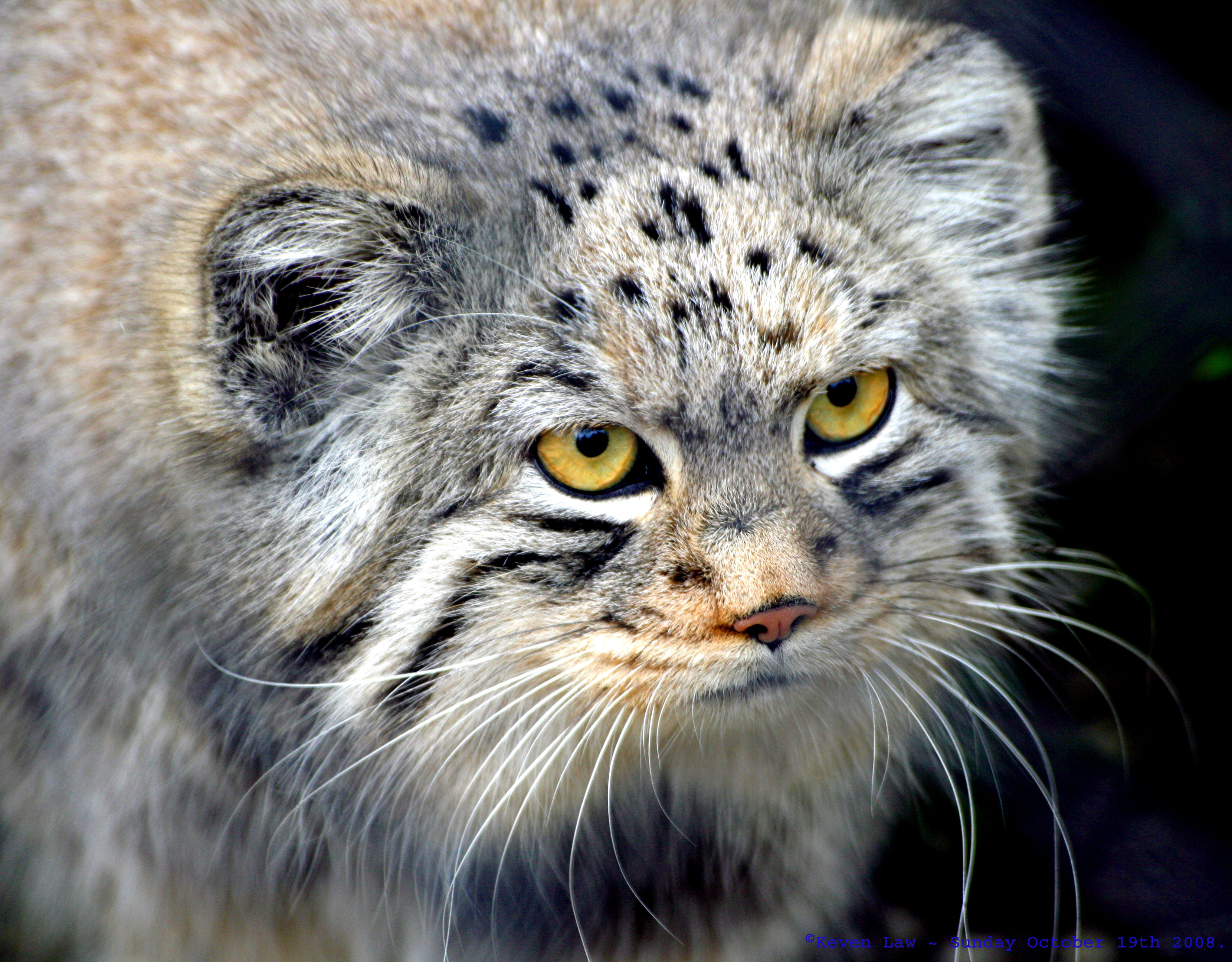
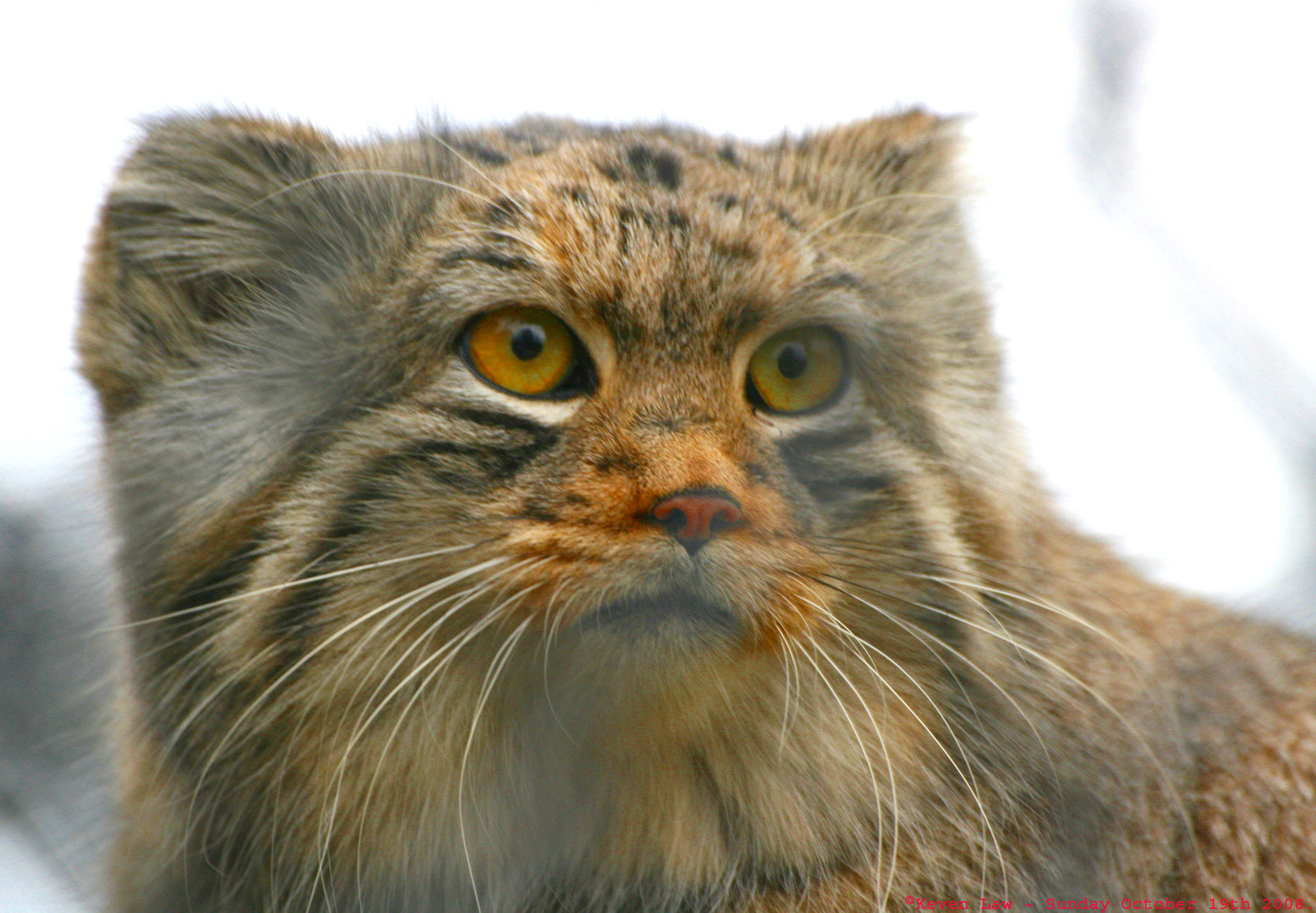
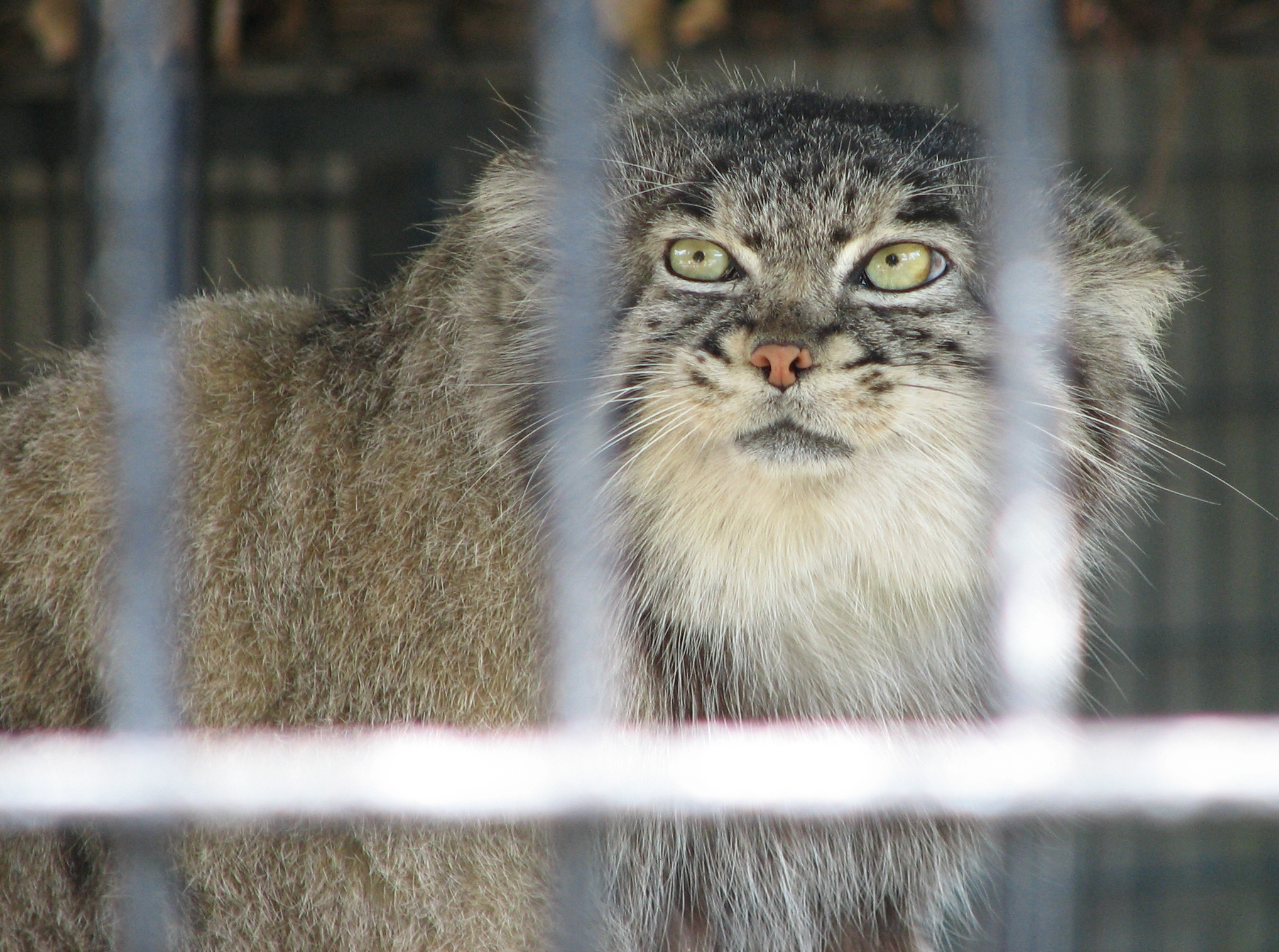

## Fordítás
- Ez a szócikk részben vagy egészben  a   Pallas's Cat című angol Wikipédia-szócikk fordításán alapul.  Az eredeti cikk szerkesztőit annak laptörténete sorolja fel. Ez a jelzés csupán a megfogalmazás eredetét és a szerzői jogokat jelzi, nem szolgál a cikkben szereplő információk forrásmegjelöléseként.